# Peperomia congestispica
Peperomia congestispica är en pepparväxtart som beskrevs av William Trelease. Peperomia congestispica ingår i släktet peperomior, och familjen pepparväxter. Inga underarter finns listade i Catalogue of Life.